# Divertis
Divertis este un grup de umor românesc format în anul 1981 de trioul Toni Grecu, Doru Antonesi și Florin-Viorel Constantin. 
Ioan Gyuri Pascu a cochetat cu grupul din anii 1980.  
Au apărut împreună în vacantele studențești de la Costinești, Slănic Moldova, Păltiniș și Izvorul Mureșului alături de alte vedete studențești precum Anda Călugăreanu sau Grupul Vouă. 
Prima reprezentație cu „Divertis” a avut loc în februarie 1987, la stațiunea Izvoru Mureșului din Județul Harghita. 
Din grupul „Divertis” au mai făcut parte, de-a lungul timpului: Ghighi Bejan, Doru Pârcălabu, Valentin Darie, Cătălin Mireuță, Cristian Grețcu, Valentin Gora, Ioan T. Morar și Silviu Petcu.

## Perioada Antena 1
În anul 2007 Ioan Gyuri Pascu a părăsit grupul, pentru a realiza o emisiune la TVR 1, iar mai apoi, pentru un serial de comedie scurt, „Vine Poliția!”. În perioada în care grupul „Divertis” a activat la postul TV „Antena 1”, s-a realizat și serialul de animație Animat Planet Show. Monica Anghel și Daniel Buzdugan au activat și ei în cadrul grupului „Divertis”, însă doar în perioada Antena 1. Actorul Dragoș Stoica, care a avut anterior un contract cu grupul de umor „Mondenii”, la Prima TV, s-a alăturat celor de la „Divertis” în anul 2009, grupul realizând acum două emisiuni: „Divertis Mall” și „Divertis Mall și Prietenii”. În același an li s-a alăturat și actrița Paula Chirilă. Cătălina Grama, alias Jojo, activează în grup încă din perioada Antena 1. Toni Grecu a părăsit și el emisiunea, în 2008, pentru a se întoarce în 2009, alături de Dragoș Stoica. 

## Întoarcerea la ProTV
Grupul „Divertis” se întoarce la ProTV în vara anului 2009, dar din cauza unui conflict salarial, se desparte în două grupuri. Unul este Divertis - Land of Jokes (parodie după brandul turistic al României pentru anul 2009), format din: Doru Antonesi, Florin Constantin, Silviu Petcu, Cătălin Mireuță, Doru Pârcălabu, Cristian Grețcu, Ioan Gyuri Pascu, Valentin Gora, Ciprian Fanaca, Ela Prodan, Dalma Kovacs, Simona Stoicescu, Ana Maria Mirică, Cosmin Seleși și Petru Bogdan Cotleț.
Celălalt grup este Divertis - Serviciul Român de Comedie, format din: Toni Grecu, Dragoș Stoica, Jojo, Valentin Darie, Claudiu Maier, Aniela Petreanu, Cosmin Natanticu, Cristi Martin, Andreea Doinea și George Dorin Andreescu.

## Mutarea Divertis
Din sezonul de toamnă 2011, cele 2 emisiuni (Serviciul Român de Comedie și Land of Jokes) au rupt legătura, „Land of Jokes” plecând de la Pro TV la TVR 1, sub numele de „Distractis”. Astfel, a rămas doar „Serviciul Român de Comedie” care s-a difuzat în fiecare miercuri, de la 20:30, La Pro TV. În cele din urmă, „Divertis” s-a mutat din nou la Antena 1 în primăvara anului 2014, „Serviciul Român de Comedie” intrând sub sloganul „Happy Show”. În sezonul următorul, emisiunea a fost redenumită „SRC-Fun Factory”. În 2015, din cauza audiențelor slabe, echipa „Divertis” s-a mutat de pe Antena 1 pe canalul de știri al RCS-RDS, Digi 24, redenumindu-și emisiunea „Superjurnal”, un jurnal de satiră asemănător cu fostul SRC, prin componența echipei și prin amuzamentul de care dau dovadă. Superjurnalul este împărțit în:
- „Superjurnal intern”, prezentat de Claudiu Maier și Cătălin Neamțu. Se prezintă știri interne din prisma celor doi prezentatori.
- Superjurnal extern, prezentat de Iulian Postelnicu. Se prezintă știri externe din prisma prezentatorului.
- Superfashion, prezentat de Cătălina Grama (Jojo). Se prezintă știri despre moda privită în prisma românului de rând și a prezentatoarei.
- Subcultura generală, prezentat de Gicu Andreescu-Gojira. Se prezintă „golurile” culturii generale românești.
- Supersport, prezentat de Cătălin Neamțu. Se prezintă știri din sport din prisma prezentatorului.
- „Superguest”, moderat de Toni Grecu, amfitrionul emisiunii, în care sunt invitați oameni politici, celebrități etc.

Pe scurt, „Superjurnal” transformă veștile proaste în motiv de amuzament.

## Discografie
Divertis a scos mai multe casete audio, printre care:
- 1991 - Sfîrșitorul
- 1992 - Așa ceva nu exista...
- 1996 - Corabia speranței
- 1996 - Vacarena
- 1997 - Cioc, cioc, cioc la poarta Cotroceni
- 1997 - Reformania
- 1998 - Vaideno!
- 2004 - Cine rade la urnă